# 马拉松石油
马拉松石油（Marathon Oil）是一家美国石油和天然气勘探生产商。它的主要业务位于美国，挪威，赤道几内亚，安哥拉等地。其总部位于休斯顿。